# Bad Pyrmont
Bad Pyrmont är en stad och kurort i Landkreis Hameln-Pyrmont i det tyska förbundslandet Niedersachsen. Orten, som fram till 1914 hette Pyrmont, har 20 000 invånare.